# Coupe du monde de saut d'obstacles 2000-2001
Navigation
Édition précédente Édition suivante
La coupe du monde de saut d'obstacles 2000-2001 est la 23e édition de la coupe du monde de saut d'obstacles organisée par la FEI. La finale se déroule à Göteborg (Suède), en avril 2001.

## Classement après la finale
| Pos. | Cavalier         | Nationalité | Cheval            |
| ---- | ---------------- | ----------- | ----------------- |
| 1    | Markus Fuchs     | Suisse      | Tinka's Boy       |
| 2    | Rodrigo Pessoa   | Brésil      | Baloubet du Rouet |
| 3    | Michael Whitaker | Royaume-Uni | Händel II         |